# Szártos
Szártos románul: Sartăș, település Romániában, Erdélyben, Fehér megyében.

## Fekvése
Aranyosbányától keletre, az Aranyos bal partja mellett fekvő település.

## Története
Szártos nevét 1733-ban említette először oklevél Szartesul néven. 1750-ben és 1808-ban Szartos, 1861-ben Szártos, 1888-ban Szártes, 1913-ban Szártos néven írták.
A trianoni békeszerződés előtt Torda-Aranyos vármegye Torockói járásához tartozott. 1910-ben 524 román lakosa volt. Ebből 18 görögkatolikus, 506 görögkeleti ortodox volt.

## Források

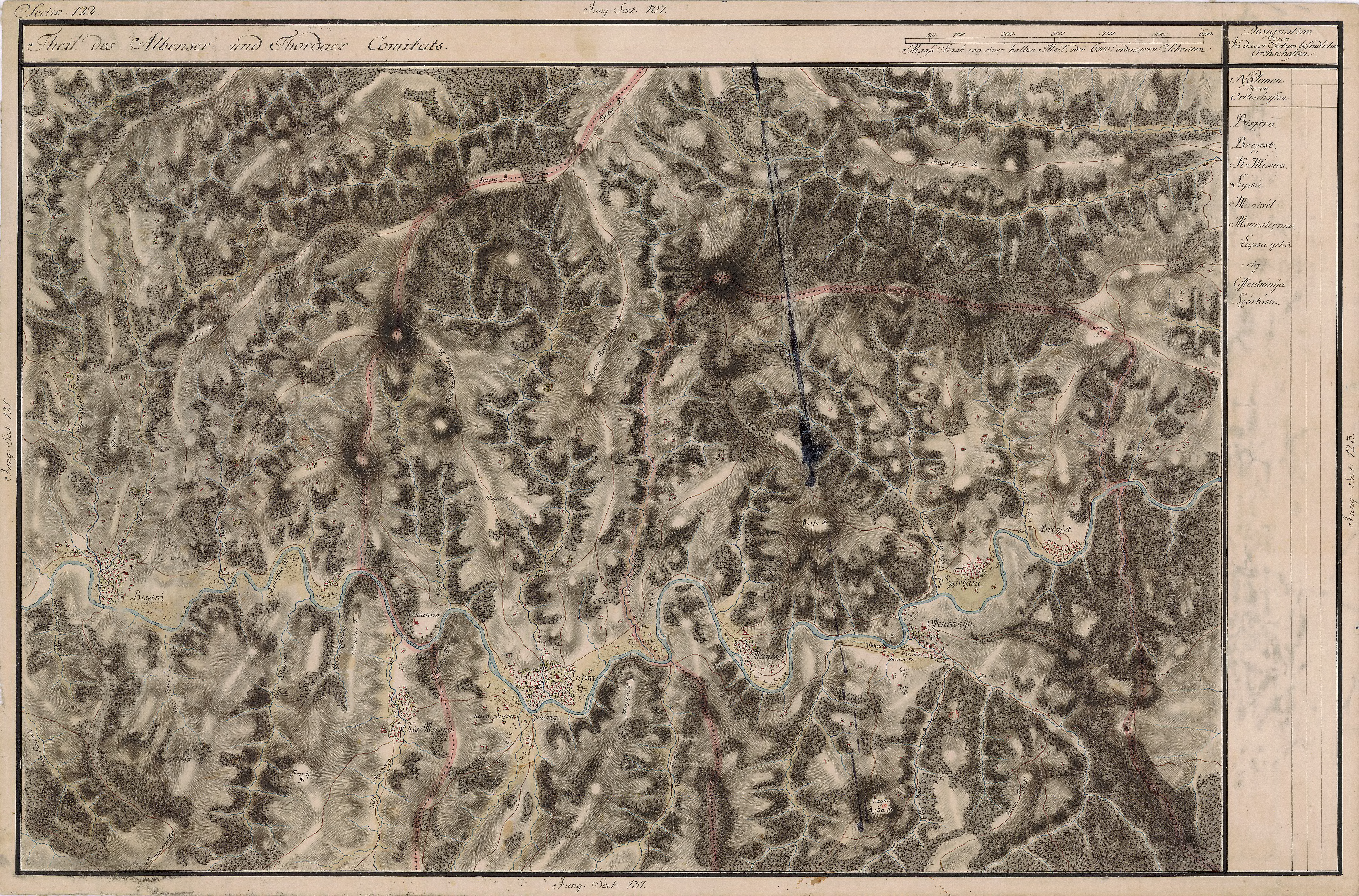
Szártos egy régi térképen

## Látnivalók
- 18. századi ortodox fatemplom